# Antoinette Frank
Antoinette Renee Frank (n. 30 de abril de 1971) es una ex oficial del Departamento de Policía de Nueva Orleans que, el 4 de marzo de 1995, cometió un violento robo a mano armada en un restaurante que resultó en la muerte de dos vietnamitas-estadounidenses que dirigían un establecimiento de comida y también por asesinar a un compañero oficial de policía, Ronald A. Williams II. Fue ayudada por su presunto amante, el traficante de drogas Rogers Lacaze. Frank reside actualmente en el Instituto Correccional para Mujeres de Luisiana en St. Gabriel, Luisiana y es la única mujer en el corredor de la muerte del estado.

## Carrera policiaca
Antoinette Frank aplicó al Departamento de Policía de Nueva Orleans a principios de 1993. Según el autor Chuck Hustmyre, Frank fue sorprendida mintiendo en varias secciones de su solicitud de empleo y reprobó dos evaluaciones psiquiátricas estándar y el psiquiatra Philip Scurria aconsejó en términos inequívocos que no la contrataran. A pesar de esto, Frank tuvo una segunda oportunidad de postularse. El DPNO estuvo crónicamente corto de personal. En ese momento, a sus oficiales se les pagaba menos que en ciudades de tamaño similar. Estaban perdiendo oficiales más rápido de lo que podían ser reemplazados y las filas habían sido diezmadas por varios arrestos por asesinato y actividad de drogas. Muchos posibles solicitantes fueron excluidos debido al requisito de que todos los oficiales fueran residentes de Nueva Orleans, un requisito que solo se modificó hasta en 2014. Los funcionarios del DPNO también pensaron que tener más afroamericanos como Frank en la policía aliviaría las tensiones raciales de larga duración en la ciudad. Fue contratada el 7 de febrero de 1993 y se graduó de la academia de policía el 28 de febrero.
Aunque Frank se graduó entre los primeros de su clase en la academia, su permanencia en el DPNO fue mayormente mediocre. Sus compañeros oficiales pensaban que era bastante tímida, que no tenía idea de lo que realmente implicaba el trabajo policial y que carecía de las características necesarias para ser una buena oficial. A veces pensaban que Frank se desviaba hacia un comportamiento irracional. Ya en agosto de 1993, los superiores de Frank querían enviarla de regreso a la academia para recibir capacitación adicional. Con frecuencia tenía que pasar por una revisión de supervisión. Sin embargo, en ocasiones destacó, ganando premios de "Oficial del Mes" del Club Kiwanis por su trabajo en la comunidad.

## Relación con Rogers Lacaze
El 25 de noviembre de 1994, Frank manejó un incidente en el que le dispararon a Rogers Lacaze: un conocido traficante de drogas. Un investigador del Departamento de Seguridad Pública y Correccionales (DOC) creía que este era el primer contacto entre los dos, aunque en su declaración, Frank afirma que se conocieron unos ocho meses antes de los asesinatos. Frank había tomado una declaración de Lacaze después de que le dispararan en la calle e inicialmente se acercó a él con la esperanza de cambiar su vida. Sin embargo, se enamoró de la personalidad de "chico malo" de Lacaze y su relación pronto se volvió sexual. Ella mantuvo su relación a pesar de que sabía muy bien que estaba poniendo en peligro su carrera.
La asociación entre Frank y Lacaze se hizo evidente después de que otros policías vieron a Lacaze conduciendo su automóvil e incluso lo observaron moviendo su unidad de policía en la escena de un accidente que ella estaba investigando. En una ocasión, Lacaze la acompañó en una llamada de denuncia donde ella lo presentó como un "aprendiz". En otras ocasiones, presentó a Lacaze como su sobrino. Antes de los asesinatos, otros testificaron que Frank y Lacaze se detenían y robaban a los automovilistas mientras estaban en un patrullero.
Frank se negó a hablar sobre su relación con Lacaze durante la investigación del DOC excepto para decir que ella estaba tratando de ayudarlo. Más tarde se reveló que los dos tenían una relación sexual. Cuando se le preguntó por qué continuaba la relación sabiendo que Lacaze había estado involucrado en el tráfico de drogas y en un tiroteo, respondió que no se alejaría de él solo por su pasado. El investigador también cuestionó a Frank sobre el intento de comprar municiones de 9 mm para Lacaze en Walmart el día anterior a los asesinatos de Kim Anh, pero afirmó que ella era oficial de policía y que no tenía nada de malo comprar municiones. En su declaración afirmó que ella y Lacaze no estaban saliendo y que nunca habían tenido intimidad. Frank se negó a hablar sobre los asesinatos. Cada vez que el investigador le hacía una pregunta, ella le decía que "lo buscara en el registro" o afirmaba su inocencia. Sin embargo, durante su entrevista con el investigador del DOC, Frank afirmó haber tenido un pretendiente masculino, pero se negó a entrar en detalles porque trabajaba para el departamento de policía.
Dos hombres que afirmaron haber conocido a Lacaze en una fiesta el 4 de febrero de 1995 llamados John Stevens y Anthony Wallace, testificaron ante el tribunal. Cuando los dos se iban de la fiesta, se produjo un altercado verbal entre Stevens y Lacaze, pero Wallace sugirió que se fueran. Los dos hombres se subieron a un automóvil y recorrieron varias cuadras hasta que un vehículo policial detuvo el automóvil. Frank, con uniforme de policía, salió del patrullero y les dijo a Wallace y Stevens que salieran y fueran a la parte trasera del auto. En ese momento, Wallace vio a Lacaze y notó que sostenía un arma. Según Stevens, Wallace luego se apresuró contra Lacaze y los dos hombres comenzaron a pelear, luego tanto Stevens como Frank también se unieron a la refriega y el arma se disparó. Stevens comenzó a correr pero apareció otro hombre y agarró a Lacaze y Wallace. Frank luego le dijo al hombre que "Lacaze era el bueno" y que Wallace era el que causaba los problemas. Wallace fue inmovilizado hasta que llegó una unidad de respaldo a la escena cuando posteriormente fue arrestado y acusado de intento de asesinato y robo a mano armada.
Irvin Bryant, un alguacil civil testificó en 1995, que en la noche del 4 de febrero, observó un vehículo policial detenido con las luces intermitentes. Bryant pensó que el oficial estaba haciendo una multa de tráfico pero cuando se acercó, vio que el oficial y dos hombres negros peleaban al costado de la carretera. En ese momento, Wallace se escapó, corrió y recogió un arma semiautomática TEC-9 del césped. Bryant ordenó a Wallace que soltara el arma lo que hizo de inmediato y fue inmovilizado. Lacaze luego se abalanzó sobre Wallace, pero Bryant lo agarró. Frank le informó que Lacaze estaba con ella y ordenó que lo liberaran. A pesar de su participación en el altercado la policía nunca interrogó a Bryant y nunca dio una declaración formal.

## Hechos delictivos

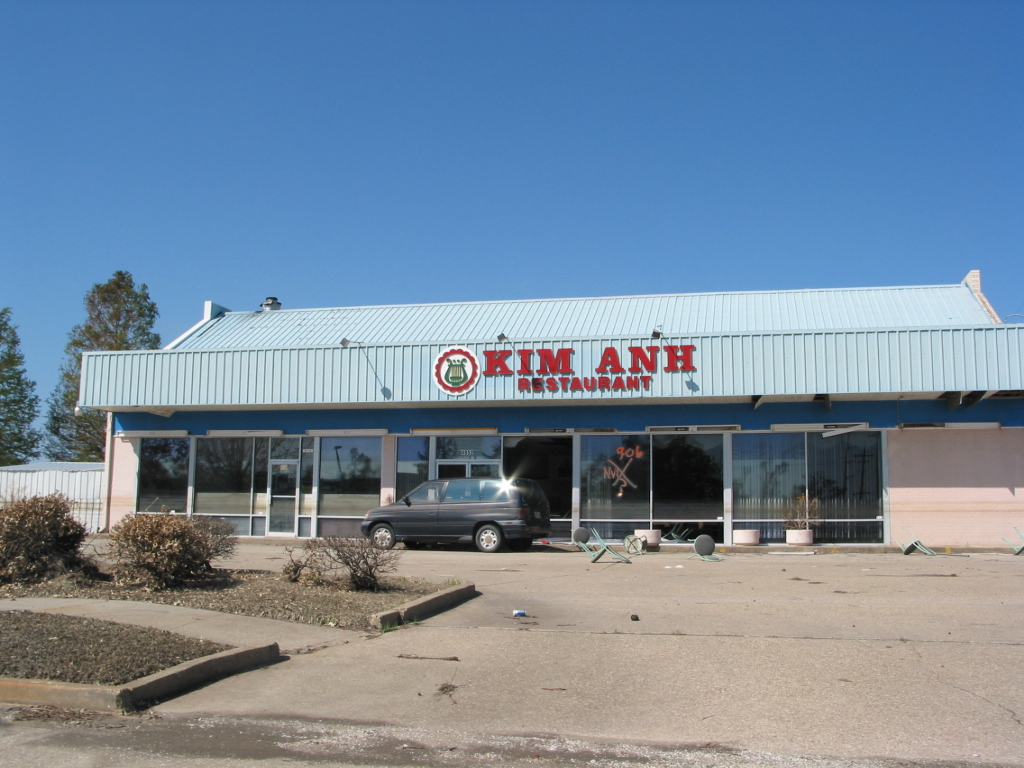
Restaurante Kim Anh en septiembre de 2005, dañado después de las inundaciones causadas por el huracán Katrina

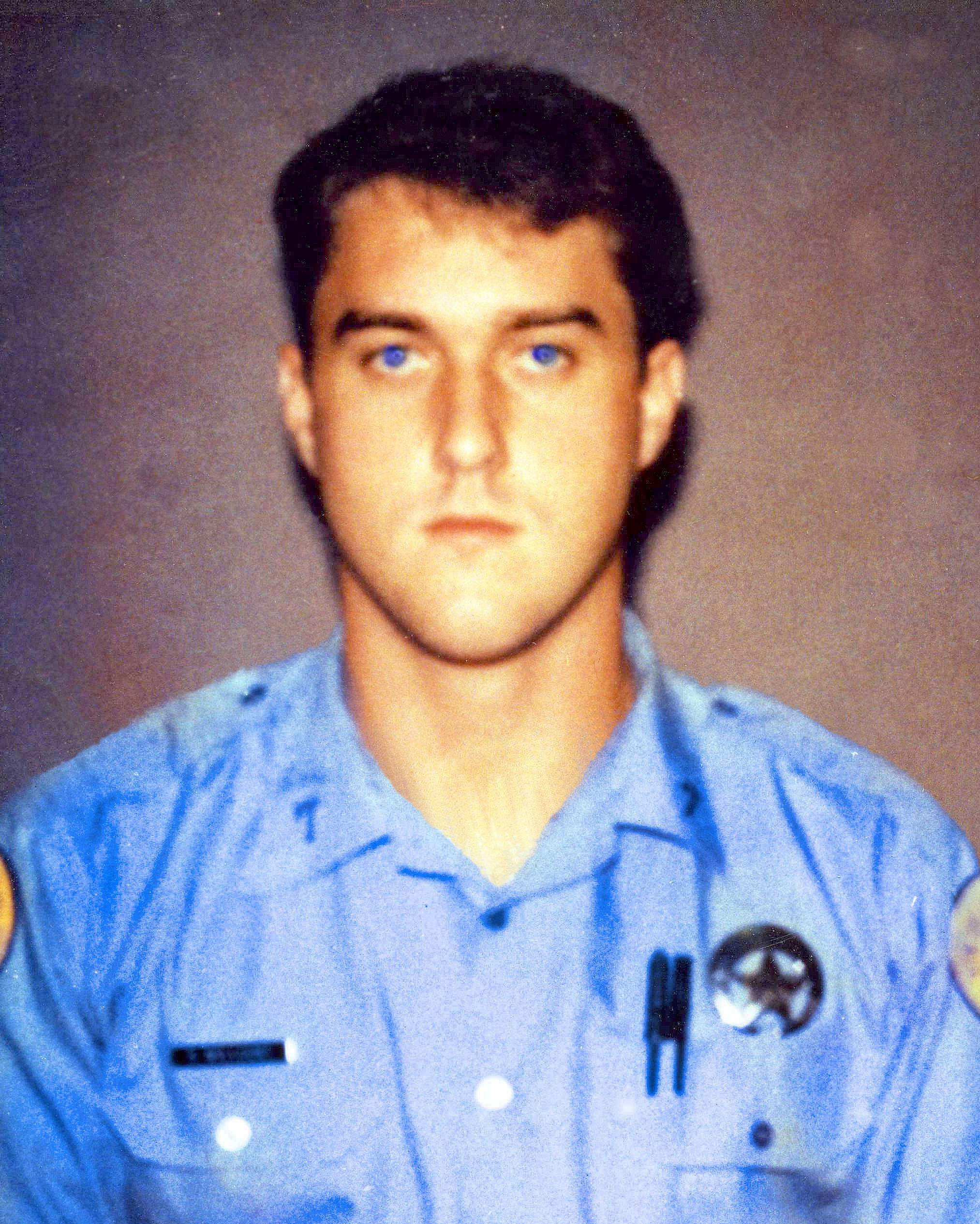
Oficial Ronald A. Williams II

Después de la medianoche del 4 de marzo de 1995, Frank y Lacaze visitaron Kim Anh: un restaurante vietnamita dirigido por la familia Vu en el este de New Orleans. Frank a veces había trabajado allí, fuera de servicio como guardia de seguridad. Mientras los empleados limpiaban el restaurante cerrado, Chau Vu fue a la cocina a contar dinero y entró al comedor del restaurante para pagarle a Ronald A. Williams II. Williams era un colega de Frank que había estado trabajando como guardia de seguridad esa noche para complementar su salario de policía. Se unió al Departamento de Policía de Nueva Orleans en 1991 y estaba casado, y era padre de dos hijos. Cuando Chau fue a pagarle a Williams, Chau notó que Frank se acercaba al restaurante.
Frank y Lacaze habían estado en el restaurante dos veces antes en la noche para conseguir comida sobrante para comer. Cuando Chau la dejó salir en la última visita, no pudo encontrar la llave de la puerta principal y con Frank regresando por tercera vez, sintió que algo andaba mal. Chau corrió a la cocina para esconder el dinero en el microondas. Frank entró por la puerta principal con la llave que ella había robado del restaurante antes y pasó rápidamente junto a Williams, empujando a Chau, al hermano de Chau, Quoc, y a un empleado del restaurante hacia la puerta de la cocina del restaurante. Williams comenzó a seguirlo con la esperanza de averiguar qué estaba pasando cuando sonaron los disparos. Lacaze se había deslizado detrás de Williams y le disparó en el cuello, cortándole la médula espinal y paralizándolo instantáneamente. Cuando Williams cayó, Lacaze continuó disparándole en la cabeza y la espalda, hiriéndolo de muerte. Cuando Frank regresó al comedor del restaurante, Chau agarró a Quoc para esconderlo en algún lugar.
Chau, Quoc y el empleado, se escondieron en la parte trasera de una cámara frigorífica grande en la cocina y apagaron la luz cuando entraron. No sabían el paradero de su otra hermana y hermano, Ha y Cuong Vu, quienes habían estado barriendo los pisos del comedor cuando Frank entró al restaurante. Desde el interior de la hielera, Chau y Quoc podían ver parcialmente la cocina y el frente del restaurante. Chau inicialmente pudo ver a Frank buscando algo en la cocina. Cuando Frank se alejó de la línea de visión de Chau, se dispararon disparos adicionales pero luego se observó que Frank buscaba el sitio donde los Vus solían guardar su dinero. Frank y Lacaze habían estado gritando a Ha y Cuong exigiendo el dinero del restaurante, pero no sabían dónde lo había escondido Chau. Frank golpeó con una pistola a Cuong, de 17 años cuando dudó en revelar la ubicación del dinero. Frank sacó el dinero de un microondas y luego le disparó tres veces a Ha de 21 años mientras se arrodillaba suplicando por su vida. Luego le disparó a Cuong seis veces. Después de que Frank y Lacaze abandonaron las instalaciones, Chau intentó desesperadamente llamar al 911 desde su teléfono celular pero la hielera le impedía obtener una señal utilizable. Quoc salió de la hielera y salió corriendo por la puerta trasera del restaurante a la casa de un amigo cercano para llamar al 911 y denunciar los asesinatos.
Los ladrones huyeron del restaurante y Frank dejó a Lacaze en un complejo de apartamentos cercano, sabiendo que había testigos. Frank escuchó la llamada al 911 en su radio portátil de la policía diciendo que un oficial estaba en el restaurante Kim Anh. Pidió prestado un coche patrulla y volvió al lugar. Haciéndose pasar por un oficial de respuesta, tenía la intención de matar a Chau y Quoc para asegurarse de que no hubiera testigos. Estacionando en la parte de atrás, Frank entró por la puerta trasera del restaurante y atravesó la cocina hasta el comedor donde Chau esperaba ayuda en la puerta principal. Cuando Chau salió disparada por la puerta principal del restaurante para ponerse a salvo de los oficiales que llegaban, Frank inmediatamente se identificó como oficial de policía. Chau le dijo a Frank que sabía lo que había hecho y gritó a los oficiales que Frank había cometido los crímenes.
Eddie Rantz: el detective de homicidios que trabajó en el caso, creía que Frank y Lacaze planearon el robo para vengarse de Williams. Frank creía que Williams le estaba "robando"  horas y sueldo en el Kim Anh, y quería vengarse. Posteriormente, Rantz describió a Frank como la persona más insensible que jamás había conocido en tres décadas como oficial.
Chau y Frank fueron interrogados en detalle mientras estaban sentados en diferentes mesas del restaurante. Frank fue arrestado y acusado de tres cargos de asesinato en primer grado . Lacaze fue arrestado y acusado más tarde esa noche. Frank fue llevado a la jefatura de policía para un interrogatorio adicional donde luego confesó los crímenes junto con Lacaze. Se creía que era la primera oficial de policía de Nueva Orleans acusada de matar a un compañero oficial.

## Juicio y condena
Frank y Lacaze fueron acusados formalmente por un gran jurado de la parroquia de Orleans el 28 de abril de 1995. Sus juicios fueron interrumpidos y Lacaze fue juzgado primero del 17 al 21 de julio de 1995 ante el juez Frank Marullo. Fue declarado culpable de los cargos y condenado a muerte. Su principal chivatazo había sido usar la tarjeta de crédito Chevron de Williams en una estación en Gretna minutos después del robo y los asesinatos.
El juicio de la maligna Frank comenzó el 5 de septiembre de 1995, también ante Marullo. Aunque los abogados de Frank habían citado a 39 testigos, no llamaron a ninguno. El 12 de septiembre de 1995, el jurado necesitó solo 22 minutos para emitir un veredicto de culpabilidad de todos los cargos; en ese momento un récord para un caso de asesinato capital en Nueva Orleans. Al día siguiente, solo necesitaron 45 minutos para recomendar la pena de muerte. Fue sentenciada formalmente a muerte el 20 de octubre de 1995 y enviada al corredor de la muerte en el Instituto Correccional para Mujeres de Luisiana en St. Gabriel, cerca de Baton Rouge .

## Consecuencias
El oficial Williams fue enterrado en el cementerio de Lake Lawn Metairie el 7 de marzo de 1995. Su nombre fue inscrito en el Muro Conmemorativo en el Monumento Nacional a los Oficiales de Cumplimiento de la Ley en Washington D. C..
Inicialmente, la familia Vu mantuvo abierto el restaurante en el lugar de la tragedia en el este de Nueva Orleans durante una década, hasta que sufrió daños por la inundación del huracán Katrina en 2005 y los saqueadores después de la tormenta robaron las joyas que Ha y Cuong habían usado cuando fueron asesinados. Después de eso, Quoc Vu y su madre Nguyet vendieron el lugar, reabrieron el restaurante en Harahan y trasladaron su residencia a Metairie, donde dijeron que se sentían más seguros.
En 1993, un año y medio antes de los asesinatos en Kim Anh, el padre de Frank se había quedado en su casa por un tiempo antes de que ella lo denunciara como desaparecido. En noviembre de 1995, un mes después de recibir su primera sentencia de muerte, un perro llevó a la policía a encontrar un cráneo humano con un agujero de bala enterrado debajo de la casa de Frank. En una retrospectiva de 2005, Chuck Hustmyre dijo: "En cuanto a los huesos humanos desenterrados debajo de la casa de Frank, hasta ahora, las autoridades no han hecho ningún esfuerzo serio por identificarlos.
La policía y los fiscales creen que el cráneo era el de Adam Frank y que Antoinette lo asesinó. Sin embargo, dado que ya se enfrenta a la pena de muerte por los asesinatos de Kim Anh, no han hecho ningún esfuerzo por juzgarla por la muerte de su padre.|
El 18 de octubre de 2006, los abogados de Frank argumentaron ante la Corte Suprema de Luisiana que su sentencia de muerte debería anularse porque se le negaron los expertos financiados por el estado para ayudar a preparar la fase de sentencia del juicio. Argumentaron que la defensa necesitaba realizar "una investigación sobre los antecedentes del acusado en busca de posibles pruebas atenuantes". Los abogados de Frank presentaron el testimonio de psiquiatras que dijeron que posibles eventos traumáticos en la infancia de Frank podrían haber afectado su comportamiento en el momento de los asesinatos y que podría haber estado sufriendo un trastorno de estrés postraumático. Un psiquiatra contratado por el estado no estuvo de acuerdo con que Frank mostrara síntomas de trauma; estuvo de acuerdo con el diagnóstico de trastorno de personalidad narcisista con tendencias antisociales que le dieron a Frank los médicos del Instituto Correccional para Mujeres de Luisiana. El 22 de mayo de 2007, la Corte Suprema del estado de Luisiana dictaminó 5-2 que se debe mantener la pena de muerte.
El 22 de abril de 2008, el juez de distrito Frank Marullo firmó la sentencia de muerte de Antoinette Frank. Según la orden, la ejecución de Frank estaba programada para el 15 de julio de 2008 mediante inyección letal. Sin embargo, en mayo, la Corte Suprema de Luisiana emitió una suspensión de la ejecución de 90 días a partir del 10 de junio en espera de las apelaciones en curso.
El 11 de septiembre de 2008, el día en que debía terminar la suspensión de la corte suprema del estado, el mismo juez firmó una nueva sentencia de muerte. De acuerdo con esta segunda orden, Frank estaba programado para ser ejecutada por inyección letal el 8 de diciembre de 2008. En una nueva ronda de apelaciones, los abogados defensores argumentaron que habían tenido muy poco tiempo para revisar el voluminoso expediente antes de la fecha límite para presentar apelaciones. La corte suprema del estado se pronunció sobre el caso nuevamente. Su decisión, hecha pública el 25 de noviembre de 2008, anuló efectivamente la sentencia de muerte firmada por el juez Marullo en septiembre.
En septiembre de 2009, los abogados de Frank solicitaron la remoción del juez Marullo de sus apelaciones posteriores a la condena en curso por motivos de parcialidad, dado que ya había firmado dos sentencias de muerte para ella. La jueza del estado de Luisiana, Laurie White, escuchó la moción en septiembre de 2009 y el 3 de enero de 2010 dictaminó que no se debería retirar a Marullo del caso. El abogado de Frank dijo que apelaría el fallo ante la corte suprema del estado que ya había anulado las dos sentencias de muerte de Marullo. Sin embargo, otro juez estatal de primera instancia dictaminó en octubre de 2010 que Marullo tenía que ser recusado de los casos de Frank y Lacaze porque no estaba claro si había sido abierto con los equipos de defensa sobre su propia conexión sorprendente con el arma utilizada en los asesinatos La firma de Marullo apareció en una orden que autorizaba a Frank a llevarse el arma homicida de la sala de pruebas; Marullo ha sostenido durante mucho tiempo que la firma fue falsificada. Ninguna mujer ha sido ejecutada por el estado de Luisiana desde que Toni Jo Henry murió en la silla eléctrica del estado en 1942.
El 23 de julio de 2015, el juez de distrito retirado Michael Kirby desestimó la condena y la sentencia de Rogers Lacaze y ordenó un nuevo juicio. Kirby dijo que Lacaze merecía un nuevo juicio porque uno de los miembros del jurado ocultó el hecho de que era un policía estatal de Luisiana y anteriormente trabajó como policía ferroviario. En ese momento, los agentes encargados de hacer cumplir la ley tenían prohibido legalmente formar parte de un jurado. Kirby escribió que si bien sentía que la evidencia de la culpabilidad de Lacaze era "abrumadora", la mala conducta del jurado equivalía a un "defecto estructural" y una "violación de un derecho constitucional tan básico a un juicio justo" que el único remedio era un nuevo juicio. El fallo de Kirby no tiene efecto en la condena de Frank. Posteriormente, un tribunal de apelaciones anuló la nueva orden de juicio para Lacaze. Los jueces de apelación del 4.º Circuito Edwin Lombard, Paul Bonin y Madeleine Landrieu dictaminaron "Después de revisar la solicitud del estado a la luz de la ley aplicable y los argumentos de las partes, encontramos que el tribunal de primera instancia se equivocó al determinar que el asiento del Sr. Settle en jurado del acusado fue un error estructural que le dio derecho a un nuevo juicio".
La prisión donde Frank estaba presa resultó dañada por las inundaciones de 2016, por lo que sus prisioneros, incluido Frank, fueron trasladados a otras prisiones.
Lacaze fue condenado nuevamente a cadena perpetua sin libertad condicional el 13 de diciembre de 2019. Lacaze está cumpliendo su condena en la Penitenciaría Estatal de Luisiana ("Angola") en la parroquia de West Feliciana.
Antoinette Frank sigue esperando su ejecución.

## En los medios
- Frank apareció en un episodio de Las verdaderas mujeres asesinas (Deadly Women) en 2009,[1] Snapped: Killer Couples en 2015,[2] y I'd Kill For You en 2016.

- En noviembre de 2020, TV One estrenó una película inspirada en Antoinette Frank llamada Blood On Her Badge.